# Kilburnia
Kilburnia is een geslacht van weekdieren uit de klasse van de Gastropoda (slakken).

## Soorten
- Kilburnia agulhasensis (Tomlin, 1932)
- Kilburnia alfredensis (Bartsch, 1915)
- Kilburnia dunkeri (Strebel, 1911)
- Kilburnia heynemanni (Dunker, 1876)
- Kilburnia scholvieni (Strebel, 1911)
- Kilburnia strebeli (Fulton, 1930)